# 坪田信義
坪田 信義（つぼた のぶよし、1933年3月12日 - 2022年4月3日）は、元ミズノ野球グラブ職人。王貞治やイチロー、松井秀喜らのグラブを手がけた。大阪府出身。

## 来歴
1933年3月、大阪府生まれ。浪華商業高等学校に進学し、野球部に入るがすぐに退部する。1948年、15歳のときミズノに入社した。当初はバッグ類の製造に従事し、40歳でグラブ製造専任となった。王貞治、原辰徳、イチロー、松井秀喜、野茂英雄、松坂大輔、ピート・ローズ、ボビー・バレンタインなど日米のトッププレイヤーのグラブを手がけ、「グラブ名人」とよばれた。ポジション別のグラブをはじめて世に送り出したことでも知られる。1978年春、ミズノが米国に進出すると、坪田らはキャンピングカーにグラブを積み込み、大リーグのキャンプを巡回し、修理を頼まれると快く引き受けた。選手の特徴をすぐつかみ、数分で直す坪田の手腕は「マジックハンド」と呼ばれた。1998年、労働省（現厚生労働省）の「現代の名工」に選ばれ、2000年に黄綬褒章を受賞した。ミズノの職人で最高位の「グラブマイスター」の称号を持ち、2008年に退社した。
2022年4月3日、老衰のため死去した。享年89。イチローは坪田をしのび、「選手の要望は職人さんにとって時に残酷なものですが、いつも想像を超えるものをつくっていだいた。まさに名人芸だった」とたたえた。

## 人物
肩書きはグラブ職人であるが、本人は「職人のこだわりなんていらない。自分の意見を押しつけたら、あかんのです」「職人にはなるな、技術者たれ」と語っていた。一番苦心して作ったグラブは、プロの選手用ではなく、指を失った少年のためのグラブだったという。

## テレビ番組
- 日経スペシャル ガイアの夜明け 俺たちの技を継げ！ ～団塊の匠が消える日～（2005年9月13日、テレビ東京）[12]。

## 著書
- 『迷ったときこそ、続けなさい！』（著者:坪田信義 根本真吾）（2010年1月11日、クロスメディア・パブリッシング（インプレス））ISBN 978-4844370857